# Takumi Kiyomoto
Takumi Kiyomoto (japanisch 清本 拓己 Kiyomoto Takumi; * 7. Juni 1993 in Seki) ist ein ehemaliger japanischer Fußballspieler.

## Karriere
Kiyomoto erlernte das Fußballspielen in der Schulmannschaft der Seki Shoko High School sowie in der Jugendmannschaft von Excelsior Rotterdam im niederländischen Rotterdam. Seinen ersten Vertrag unterschrieb er 2013 in Japan beim FC Gifu. Der Verein aus Gifu spielte in der zweiten japanischen Liga, der J2 League. Die Saison 2016 wurde er an den Drittligisten Ōita Trinita ausgeliehen. Mit dem Klub aus Ōita wurde er Meister der Liga und stieg somit in die zweite Liga auf. Nach Ende der Ausleihe wurde er von Trinita fest unter Vertrag genommen. Für den Verein absolvierte er insgesamt 58 Zweit- und Drittligaspiele. 2019 wechselte er nach Südkorea zum Gangwon FC. Das Fußballfranchise aus Gangwon-do spielte in der ersten südkoreanischen Liga, der K League 1. Hier kam er jedoch nicht zum Einsatz. Ende Juli 2019 kehrte er nach Japan zurück. Hier schloss er sich in Fujieda dem Drittligisten Fujieda MYFC an.

## Erfolge
Ōita Trinita
- J3 League: 2016  ▲